# 분홍바늘꽃
분홍바늘꽃은 바늘꽃과의 여러해살이풀이다. 북반구 전역 원산이고, 주로 산이나 들에서 자라며, 한국의 중부 이북에 분포하고 있다.

## 생태
줄기는 1.7미터 안팎이다. 온몸에 잔털이 있으며, 잎은 피침 모양으로 어긋난다. 꽃은 홍자색으로, 6~8월쯤 되면 줄기나 가지 끝에 큰 총상꽃차례를 이루면서 피는데, 각각의 꽃은 4개의 꽃잎을 가지고 있다. 한편, 씨방에는 흰털이 많이 나 있다. 열매는 9~10월경에 맺고 길이는 8~10cm, 삭과로 가느다란 긴 타원형인데 익으면 4갈래로 벌어지게 된다.

## 관리 및 번식법
관리법 : 직사광선을 받지 않는 반그늘의 화단에 심는다.
번식법 : 10~11월에 결실하는 종자를 바로 화분에 뿌리고, 이듬해 봄에 새싹이 올라올 때 포기나누기를 한다.

## 사진

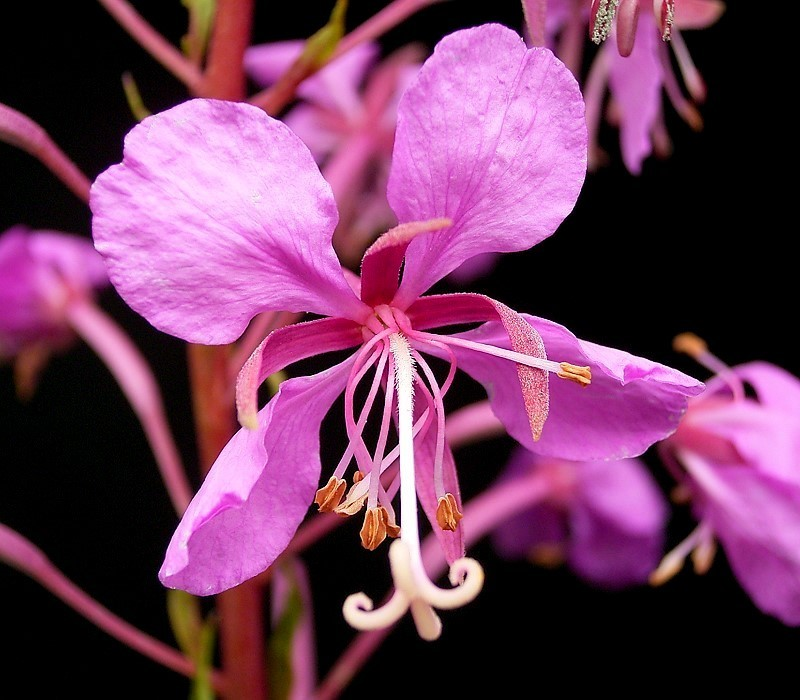
꽃
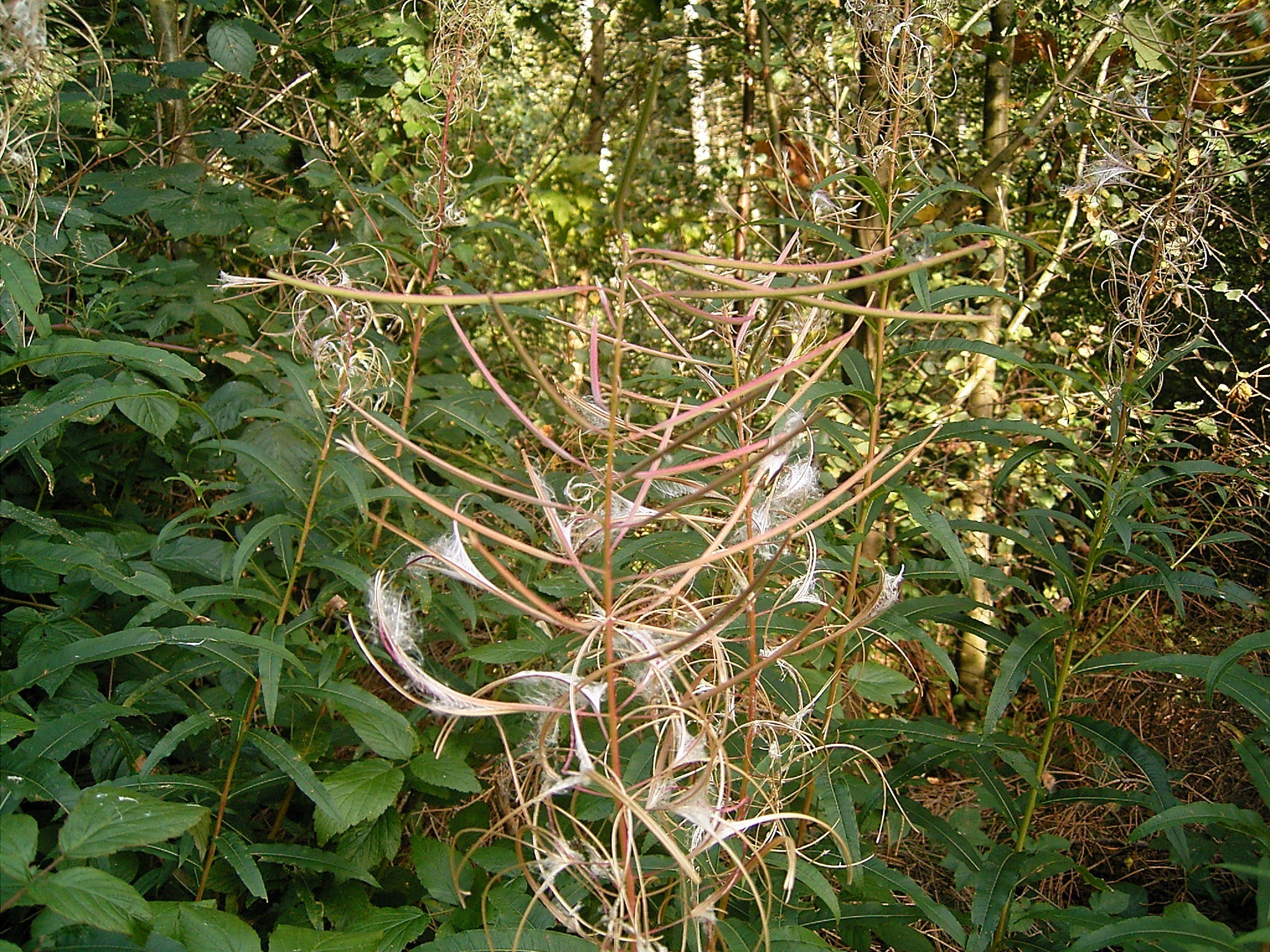
열매
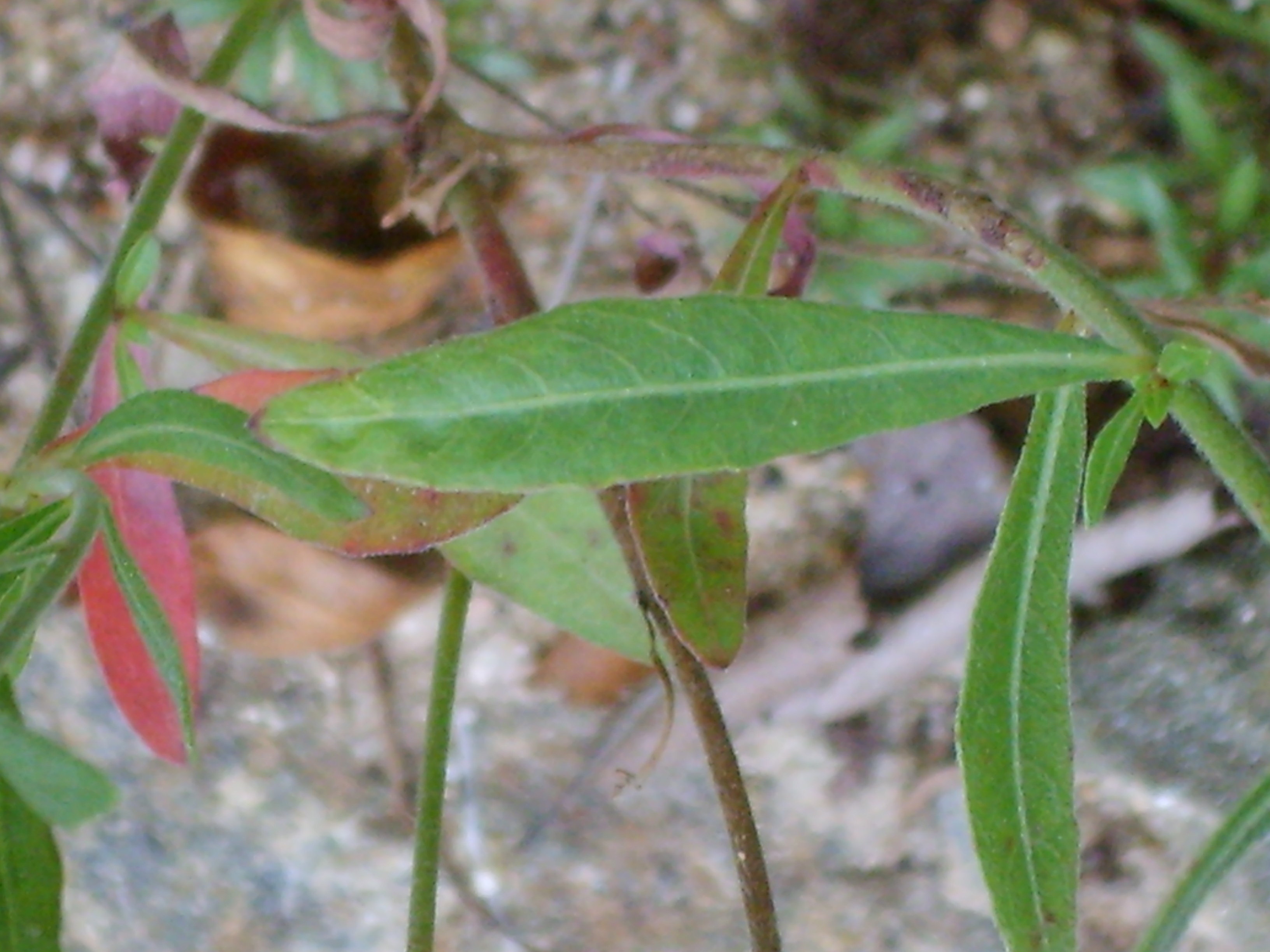
잎
전등사 대웅보전 앞에 사는 분홍바늘꽃
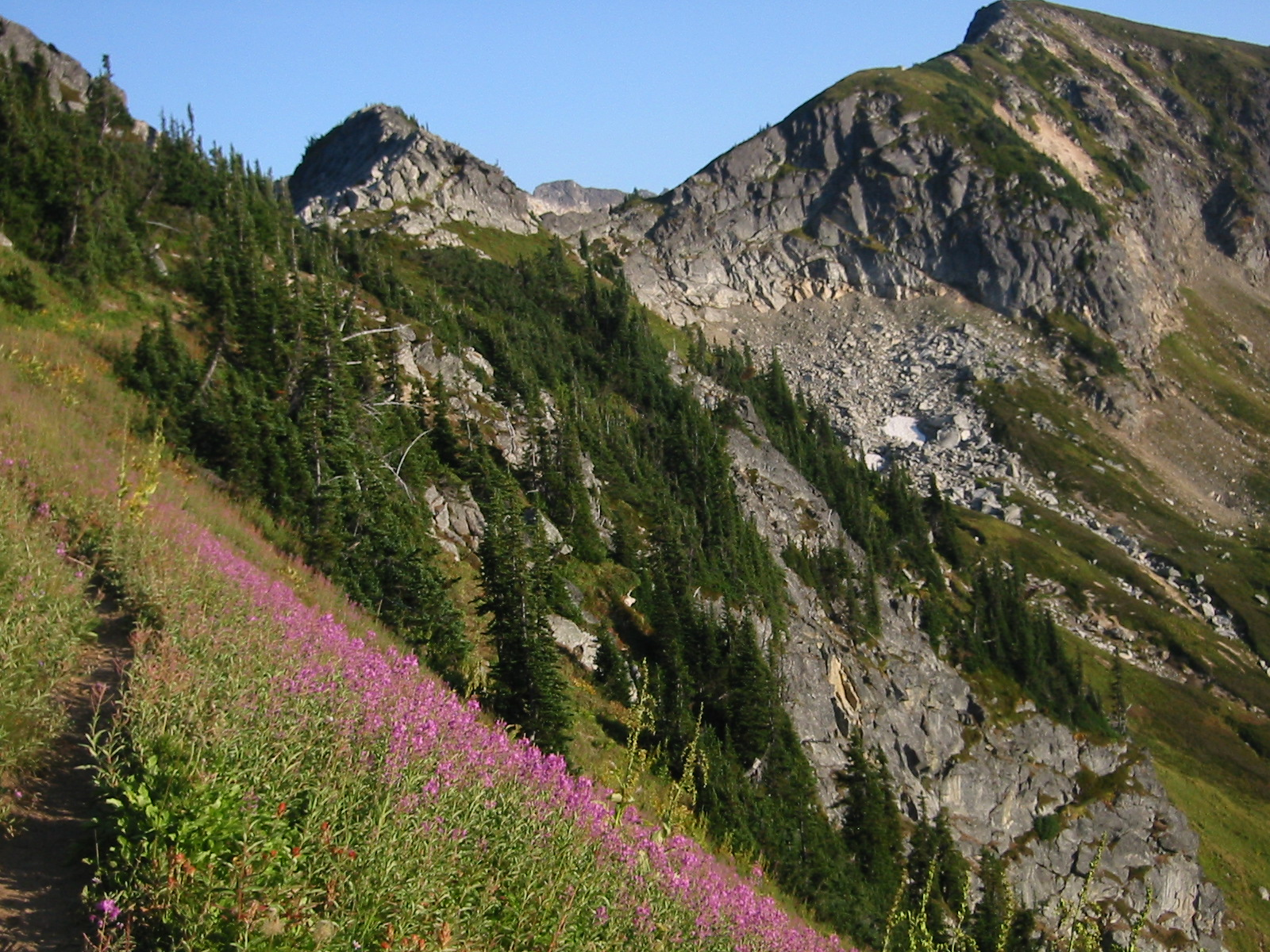
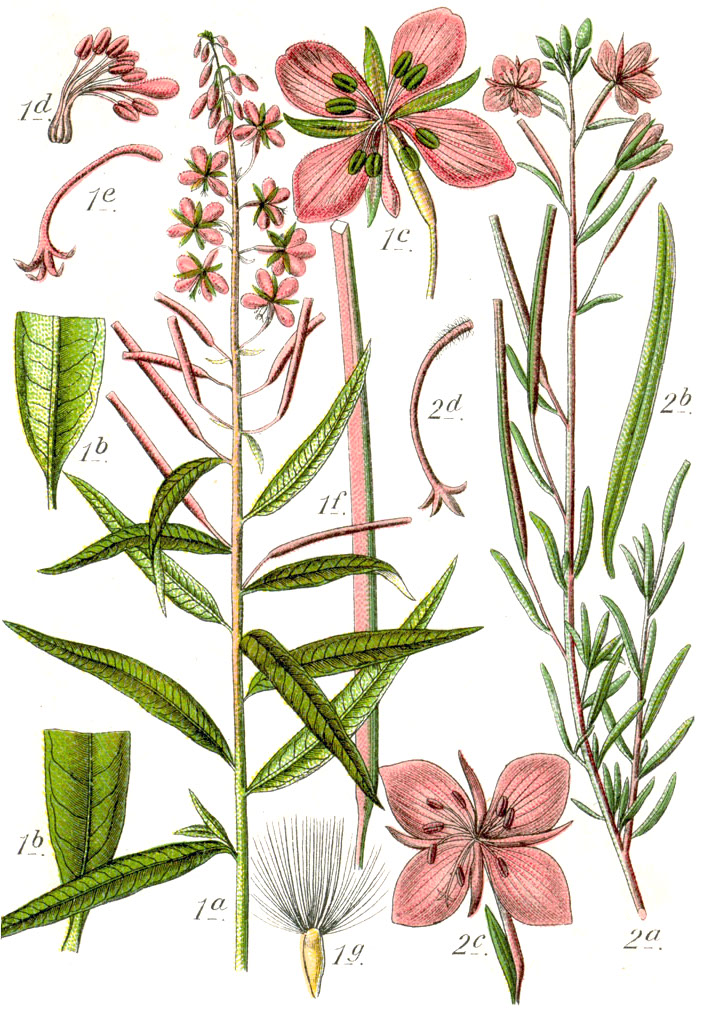

## 참고 문헌
- 이 문서에는 다음커뮤니케이션(현 카카오)에서 GFDL 또는 CC-SA 라이선스로 배포한 글로벌 세계대백과사전의 내용을 기초로 작성된 글이 포함되어 있습니다.